# Nocturnal Depression
Nocturnal Depression är en fransk grupp inom genren depressive suicidal black metal. Gruppen bildades 2004.

## Medlemmar
Nuvarande medlemmar
- Herr Suizid – alla instrument (2004–2012), okänd (2019– )
- Lord Lokhraed (Cédric Grégoire) – sång, gitarr (2004– )
- Morkhod – trummor (2006– )
- Krahne (David Berbel) – basgitarr – basgitarr (2008– )
- Avskrius – sologitarr (2010–2011, 2014– )

Tidigare medlemmar
- Abalam – gitarr (2006–2007)
- O. – gitarr (2011)
- V. (Kent Værens aka Vrede) – gitarr, sång (2012–2014)

Turnerande medlemmar
- Modii – basgitarr (2006–2008)
- Obeyron (Didier Moro) – gitarr (2006–2010
- Asher (Gianmarci Rossi) – trummor (2013)
- Algol (Alessandro Comerio) – trummor (2013), basgitarr (2018– )
- Xalmstad – trummor (2013– )
- Valr – trummor (2018– )
- A.C. (Alessandro Ferrari) – sologitarr (2018– )

## Diskografi
Demo
- Suicidal Thoughts (2004)
- Near to the Stars (2004)
- Soundtrack for a Suicide (2005)
- Fuck Off Parisian Black Metal Scene (2005)
- Four Seasons to a Depression (2006)

Studioalbum
- Nostalgia - Fragments of a Broken Past (2006)
- Soundtrack for a Suicide - Opus II (2007)
- Reflections of a Sad Soul (2008)
- The Cult of Negation (2010)
- Suicidal Thoughts (2011)
- Near to the Stars (2014)
- Spleen Black Metal (2015)
- Deathcade (2017)
- Tides of Despair (2019)

EP
- L'isolement (2013)

Video
- Mankind Suffering Visions (DVD) (2009)

Annat
- Nocturnal Depression / Funeral RIP  (delad kassett) (2006)
- Beyond the Light (delad album med Wedard) (2009)
- Dismal Empyrean Solitude (delad album med Benighted in Sodom och Deathrow) (2009)
- Nocturnal Depression / Kaiserreich (delad singel) (2010)
- Shadows of Tragedy (delad album: Blodarv / Nocturnal Depression / Grimlair / Black Hate / Acedi) (2011)
- Longing for Death (delad 12" LP med Vspolokh och Myrd) (2014)

## Källa
- Encyclopaedia Metallum: The Metal Archives